# Franz von Sickingen

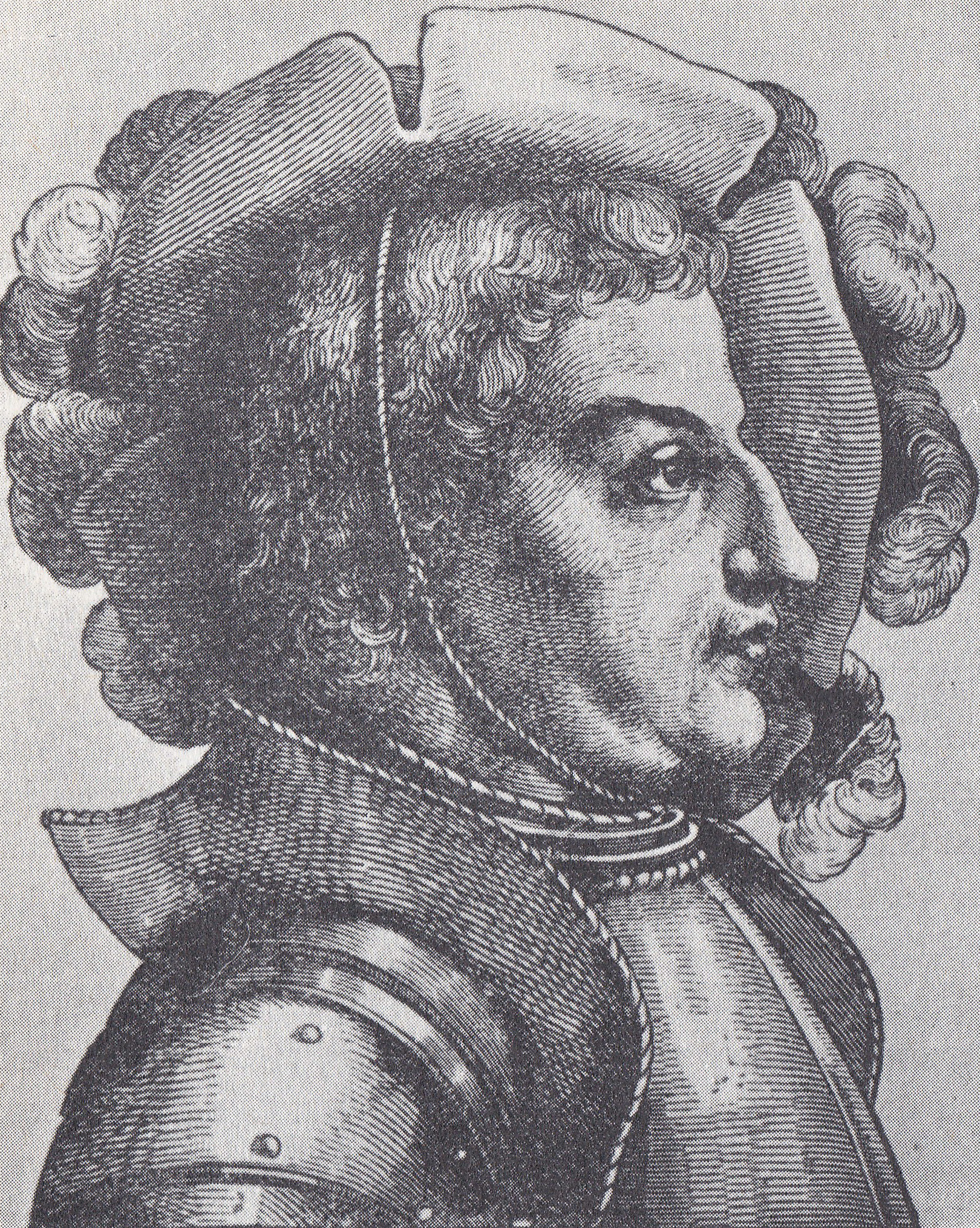
Franz von Sickingen.

Franz von Sickingen (castillo de Ebernburg en Bad Kreuznach, 2 de marzo de 1481 - castillo de Nanstein en Landstuhl, 7 de mayo de 1523) fue un caballero imperial del Sacro Imperio Romano Germánico. 
Fue un jefe de la nobleza renana y suaba. Partidario de la reforma protestante, luchó por la secularización de los bienes de la Iglesia católica y lideró la llamada "revuelta de los caballeros" en el Sacro Imperio.
Durante la "revuelta", la ciudad de Tréveris permaneció fiel a la Iglesia, y algunos príncipes, como el landgraveFelipe I de Hesse y Luis V del Palatinado, se unieron para apoyarla; Sickingen fue rechazado y declarado proscrito. Se vio obligado a defenderse; sus propiedades fueron incautadas y finalmente se rindió en su último reducto, el castillo de Nanstein en Landstuhl. Murió a causa de las graves heridas sufridas durante el asedio a la fortaleza y fue enterrado allí.